# Wingerdweg 98
Het pand Wingerdweg 98 is een gebouw aan de Wingerdweg te Amsterdam-Noord.
Het pand werd in de jaren 1929 (aanbesteding) en 1930 (opening) voor de Vereeniging tot verbetering der kleine kinderbewaarplaatsen (zijnde kinderdagverblijf) gebouwd. Deze vereniging was sinds 1871 begonnen met het verbeteren van de opvang van kinderen, van wie de moeder moest gaan werken. Door de opvang kon verwaarlozing van het jonge kind (van 6 maanden tot 6 jaar oud) voorkomen worden. Ten tijde van opening waren er al vijf van dat soort verblijven opgericht: 
- Vinkenstraat 39 (1872, gemeentelijk monument)
- Warmoesstraat 71 (1875, gemeentelijk monument)
- Eerste van Swindenstraat 42 (1885) en
- Van Ostadestraat 89 (1896)
- Tweede Hugo de Grootstraat 2

De kinderbewaarplaats in Noord werd de zesde en de eerste in Amsterdam-Noord.
Het gebouw is ontworpen door architect Th.J. Roetering (Theodorus Johannes Roetering). Hij liet een gebouw neerzetten in de bouwstijl van de Amsterdamse School. Opvallend aan het gebouw is het kleurgebruik van het baksteen. De onderkant (borstwering) van het gebouw is donkerbruin, daarboven zijn gelige bakstenen gebruikt. Voor het luchten van de kinderen was er ook een binnenplaats.
In de jaren zeventig werd het grondig verbouwd en werden architectonische waarden weggemoffeld. Het pand kwam onder beheer van Stadsherstel te staan, die het restaureerde en de oude glorie herstelde. Daarbij kwam ook weer een plaquette tevoorschijn met de naam Johanna Margaretha Overhoff-Piek (1870-1947), destijds initiatiefneemster, bestuurster en naamgeefster van de kinderopvang. De plaquette was aangebracht bij het 25-jarige bestaan van de kinderopvang. In 2017 draagt de kinderopvang die er dan gevestigd is opnieuw haar naam: Johanna Margaretha.   